# Bivio tragico
Bivio tragico (The Only Road) è un film muto del 1918 diretto da Frank Reicher. Prodotto e distribuito dalla Metro Pictures Corporation, aveva come interpreti Viola Dana, Casson Ferguson, Edythe Chapman, Fred Huntley, Monte Blue.

## Trama

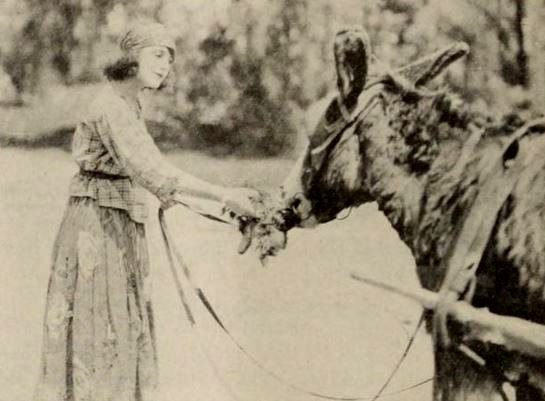
Viola Dana

Nita, una ragazza dalle maniere di maschiaccio che vende verdure in una sonnolenta cittadina californiana, crede di essere la figlia di Manuel e Rosa Lopez, due poveri lavoranti di un ranch. Mentre si trova in città, viene aggredita da Pedro Lupo, il figlio di un avvocato, ma viene difesa da Bob Armstrong, che si trova in California in visita a Clara Hawkins, un'amica di famiglia. Quando Pedro scopre che Nita, in realtà, è la figlia rapita alla nascita e ormai creduta morta della ricca Clara, insiste perché lei lo sposi. Al suo rifiuto, i Lupo la tengono prigioniera in una stanza chiusa ma la ragazza viene nuovamente salvata da Bob. Padre e figlio, furiosi per la sua interferenza, dicono allo sceriffo che l'uomo dell'Est ha compromesso la ragazza. Bob allora sposa Nita sotto la minaccia della pistola dello sceriffo. Nita viene messa in convento da cui poi lei scappa. La ragazza cerca rifugio nel ranch Hawkins. Dopo che Ramon Lupo, l'avvocato padre di Pedro, rivela la vera identità di Nita a Clara, la ragazza si riunisce finalmente alla madre perduta e ritrova il suo nuovo marito.

## Produzione
Il film fu prodotto dalla Metro Pictures Corporation.

## Distribuzione
Il copyright del film, richiesto dalla Metro Pictures Corp., fu registrato il 3 giugno 1918 con il numero LP12479.
Distribuito dalla Metro Pictures Corporation, il film uscì nelle sale statunitensi il 3 giugno 1918. In Italia, la Metro distribuì il film con il visto di censura numero 16627 ottenuto nel dicembre 1921.
Non si conoscono copie ancora esistenti della pellicola che viene considerata presumibilmente perduta.